# Rue Gustave Timmermans
La rue Gustave Timmermans est une voie bruxelloise de la commune d'Auderghem. Située dans le quartier de la Corée cette rue qui aboutit sur la rue René Christiaens est longue d'environ 70 mètres.

## Historique et description
Ce quartier fut construit en 1950 par la S.A. Baticoop. Elle comprenait quatre rues dont celle-ci, qui reçut le nom d'une victime de guerre le 24 mars 1950.
Le nom de la rue vient de l'adjudant aviateur Gustave Hubert Henri Timmermans, né le 8 juillet 1912 à Auderghem, tué le 11 mai 1940 à 's Herenelderen lors de la campagne des 18 jours, Seconde Guerre mondiale.

## Bâtiments remarquables et lieux de mémoire
- Premiers permis de bâtir délivrés le 27 décembre 1949 pour les n° 1, 2, 3, 4, 5, 6, 9, et 11.